# Tongyuanpu (köpinghuvudort i Kina, Liaoning Sheng, lat 40,79, long 123,92)
Tongyuanpu är en köpinghuvudort i Kina. Den ligger i provinsen Liaoning, i den nordöstra delen av landet, omkring 120 kilometer söder om provinshuvudstaden Shenyang. Antalet invånare är 29 515. Befolkningen består av 14 671 kvinnor och 14 844 män. Barn under 15 år utgör 10,0 %, vuxna 15-64 år 80 %, och äldre över 65 år 8,0 %.
Runt Tongyuanpu är det ganska tätbefolkat, med 93 invånare per kvadratkilometer. Tongyuanpu är det största samhället i trakten. I omgivningarna runt Tongyuanpu växer i huvudsak blandskog.
Genomsnittlig årsnederbörd är 1 241 millimeter. Den regnigaste månaden är juli, med i genomsnitt 373 mm nederbörd, och den torraste är januari, med 9 mm nederbörd.